# 赵政国
赵政国（1956年12月28日—），男，原籍湖南邵东，生于湖南靖县，中国物理学家，中国科学技术大学教授。

## 生平
1982年毕业于中国科学技术大学近代物理系，1986年获该校博士学位。2013年当选为中国科学院院士。